# 五云街道
五云街道是中华人民共和国浙江省丽水市缙云县下辖的一个街道办事处。
2011年，浙江省人民政府批复同意撤销五云镇建制，其行政区域改由缙云县政府直辖。
2011年12月21日，丽水市人民政府批复同意在缙云县政府直辖区域设立五云、新碧、仙都3个街道。五云街道辖新城社区、朝晖社区、镇中社区、水南社区、风景山社区、北门社区等6个社区，水南村、状元村、洋潭头村、名山村、杜桥村、周村村、浣花溪村、五都村、洋岙村、黄龙村、古塘下村、雅施村、白岩村、双龙村、中心村、建设村、丹阳村、三里街村、官店村、镇东村、下双龙村、东门村、船埠头村、西寮村等24个行政村。办事处驻复兴街154号（原五云镇镇政府驻地）。

## 行政区划
五云街道下辖以下村级行政区划单位：
镇中社区、朝晖社区、水南社区、北门社区、风景山社区、新城社区、东门村、中心村、丹阳村、建设村、三里街村、洋岙村、官店村、船埠头村、双龙村、下双龙村、镇东村、西寮村、黄龙村、古塘下村、白岩村、状元村、名山村、浣花溪村、五都村、杜桥村、水南村、洋潭头村、周村和雅施村。